# Brașovechi
Brașovechi sau Brașovul Vechi (în germană Altstadt, în maghiară Óbrassó) este un cartier din municipiul Brașov, în prezent declarat monument istoric sub numele de Ansamblul urban „Brașovul Vechi” (cod LMI BV-II-a-B-11298).
Brașovul medieval era format din Cetatea Brașovului (azi centrul istoric) și cele trei suburbii din afara zidurilor „Cetății”: Brașovechi, Șchei (Schei) și Blumăna (Blumenau în germană).

## Istoric
După cum îl arată și numele, acest cartier este cel mai vechi al Brașovului.
Pe locul acesta a fost cea mai veche așezare a orașului de azi. Locuit inițial de români, din perioada Evului Mediu și a năvălirilor barbare, a fost ocupat ulterior de sași, care, după așezarea lor în zona Sibiului, au ajuns și în Țara Bârsei. Românii s-au mutat predominant în Șchei, un loc mai ferit de năvălirile barbare și mai potrivit unei vieți liniștite.
Se crede că orașul s-a întemeiat inițial în Brașovechi și că doar din cauza inundațiilor și din motive strategice sașii s-au mutat pe locul unde s-a întemeiat ulterior Cetatea. Faptul devine credibil considerând că Biserica Bartolomeu din Brașovechi este cu 200 de ani mai veche decât Biserica Neagră.

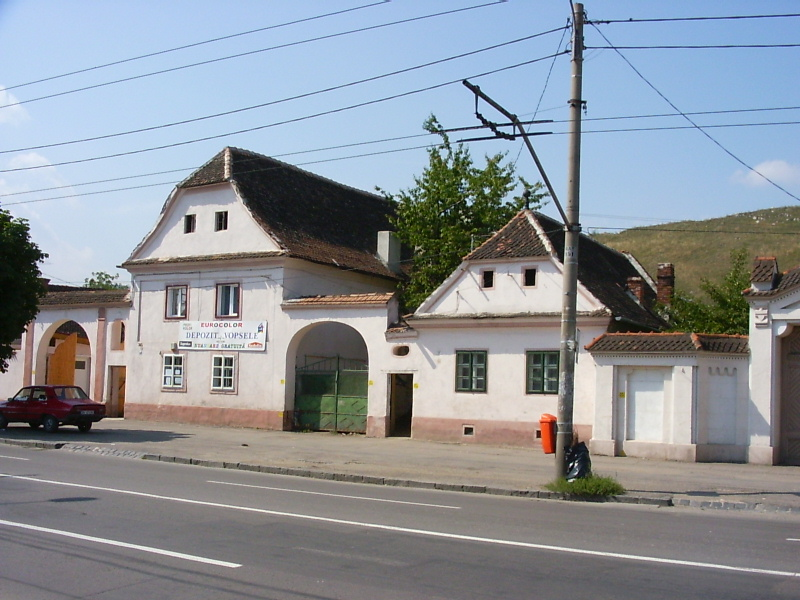
Case săsești din Brașovul Vechi, pe strada Lungă

Brașovul Vechi (sau Brașovechi, pronunțat astfel prin contopirea celor două consoane v) începea din fața cinematografului „Astra”, sau „Numărul Unu”, cum era cunoscut în epocă, cu strada Lungă, fiind cuprins între Dealul Cetățuii și Dealul Morii pe o parte, respectiv Dealul Fața Poștei și Dealul Șprenghi pe cealaltă parte.
Brașovul Vechi a păstrat și mai păstrează prin unele locuri chiar și astăzi, mai ales pe străzile laterale, caracterul originar de sat, cu case în vechiul stil al barocului german provincial, cu aspect simplu, înghesuite una într-alta și legate într-un șir lung de porți mari și grele.
Aici, ca și în Cetate, casele „se sprijină una pe alta”, fiind lipite între ele, construite în același spirit de economie de spațiu. 
Predomină barocul, în stucatura celor din secolul al XVIII-lea, și stilul Art Nouveau, la cele din secolul următor. Se remarcă porțile arcuite și casele tradiționale din secolul al XIX-lea.
Artera principală este strada Lungă, care asigura și încă asigură accesul dinspre Nord-Vest spre Cetate (actualul Centru istoric al orașului). Strada Lungă a fost atestată documentar încă de la construirea celei mai vechi clădiri a Brașovului, Biserica Bartolomeu, respectiv secolul al XIII-lea.
Accesul în Cetate se făcea prin Poarta cu Bastion de la Ulița Vămii, menționată în premieră la 1521; afectată de cutremure, aceasta a fost înlocuită în 1838 cu o nouă poartă în stil renascentist, numită „Poarta Vămii”.
Lungimea străzii Lungi este de peste 2,5 km, de unde și denumirea ei. În perioada dominației sovietice, numele străzii a fost schimbat în strada Voroșilov în anul 1950, revenind la vechea denumire în 1960.

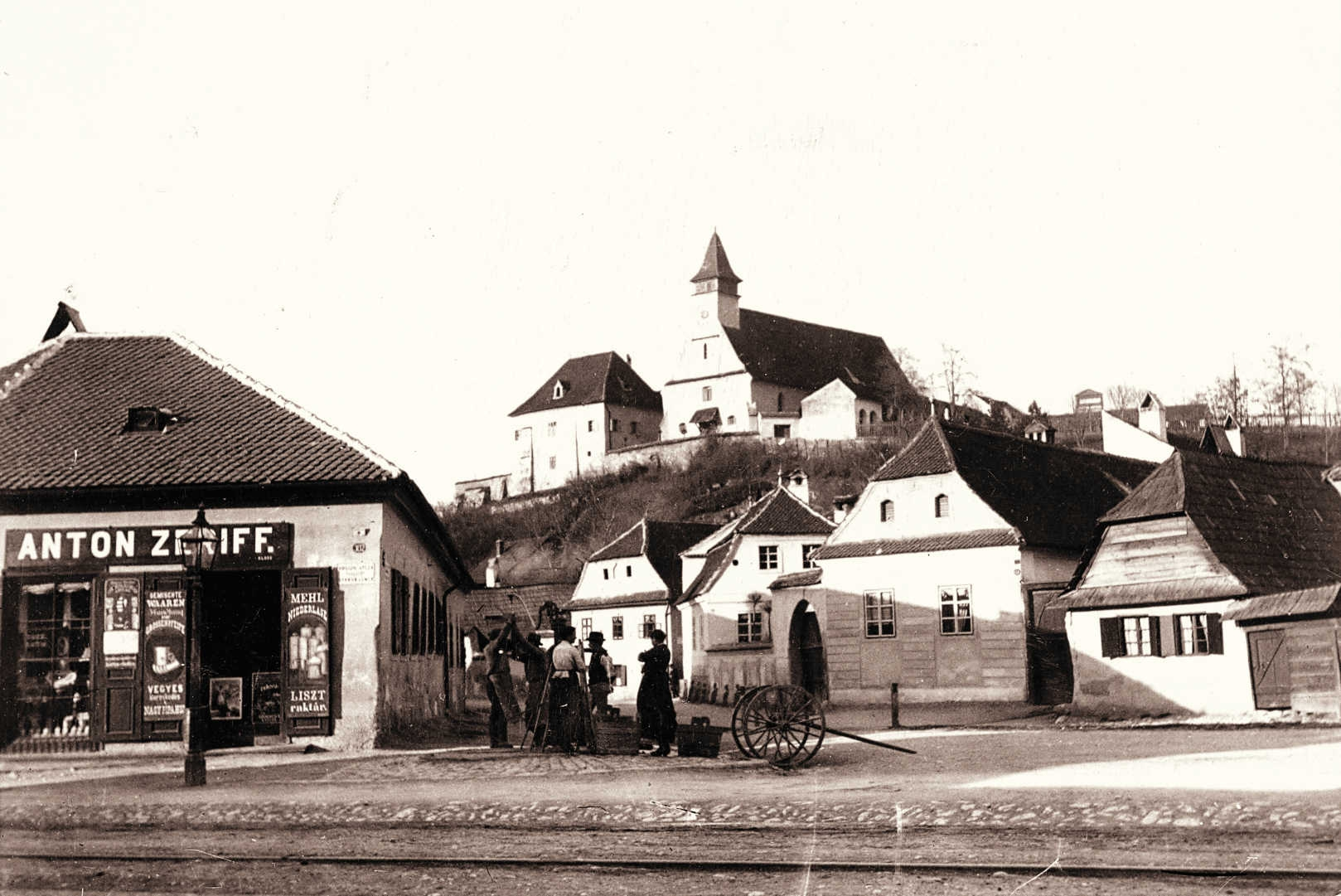
Strada Lungă, Strada De Mijloc și biserica Sf. Martin (cca 1900)

La intersecția străzii cu strada De Mijloc se găsește o clădire cunoscută, îndeosebi de brașovenii din zonă, sub vechea denumire „La Valici”, reprezentând românizarea numelui negustorului Fritz Wallitsch, care a avut prăvălia și casa de locuit în clădirea de la bifurcație. În perioada comunistă, prăvălia a fost naționalizată, aici funcționând singurul magazin alimentar din zonă, dar vechea denumire s-a păstrat în memoria colectivă.
La capătul dinspre Cetate al străzii Lungi au existat încă din Evul Mediu câteva hanuri. Primul dintre ele, „Vulturul de Aur”, era la numărul 1, unde se află acum cinematograful Astra și Școala Populară de Arte și Meserii "Tiberiu Brediceanu" (fostă Școala Populară de Artă). Poarta cu arcadă a actualei școli reprezenta intrarea în han.
În imediata apropiere, la numărul 5, a funcționat Hanul „Cerbul de Aur”, unul dintre cele mai mari din oraș la acea vreme. În acest han, a poposit domnitorul Alexandru Ioan Cuza, în drum spre exilul său în Germania, între 26 februarie și 4 martie 1866.

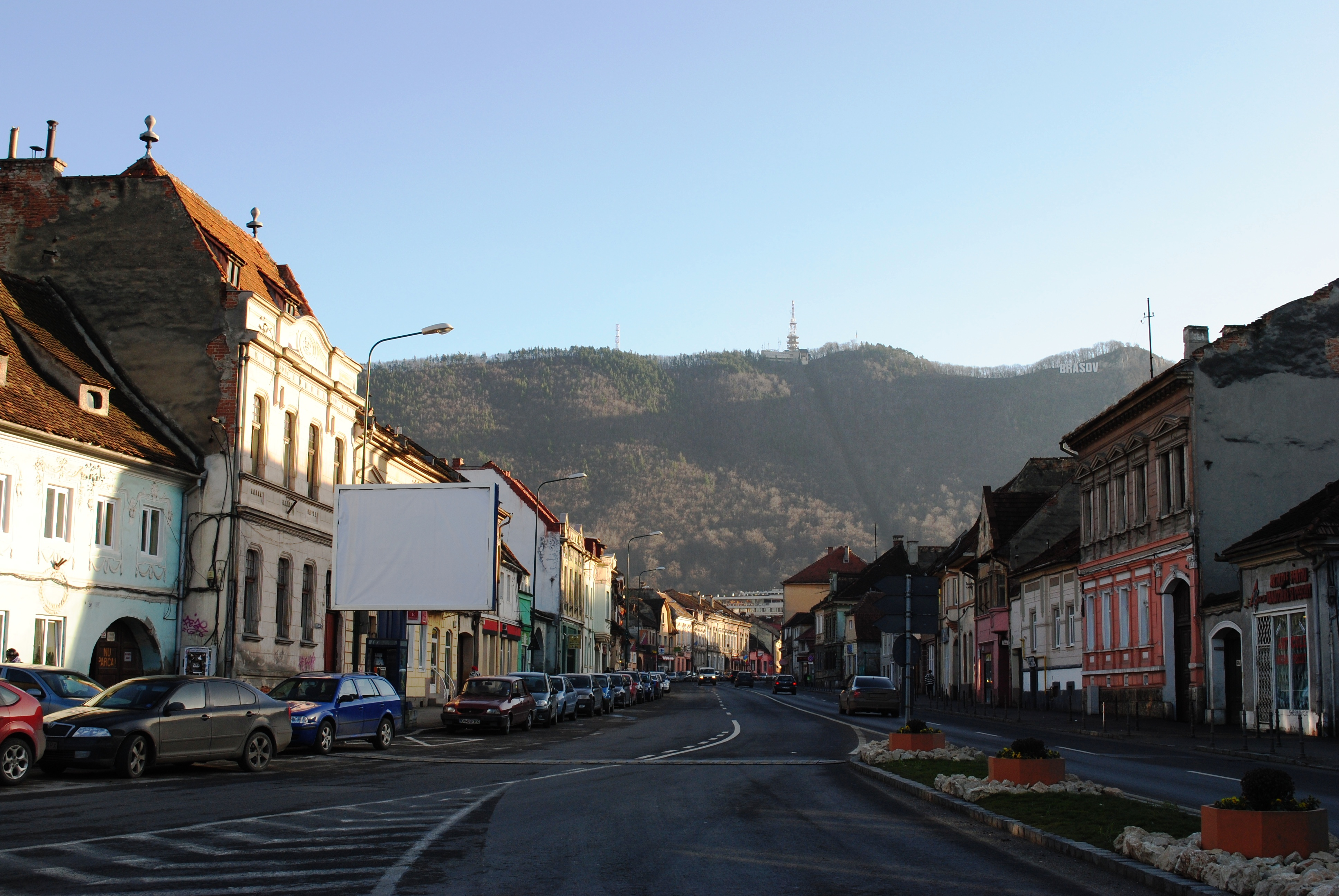
Strada Lungă

Vizavi, la numărul 4, era deschis localul „Mielul Alb”, câteva case mai jos era restaurantul „Gambrinus”, iar la numărul 10, lipit de localul Gambrinus, se găsea hanul „Pomul Verde”, transformat în hotelul cu același nume în anul 1867 și considerat atunci cel mai vestit hotel din Brașov. În presa vremii au apărut articole despre concertele susținute aici de muzicieni precum Anton Brandner, prieten al compozitorului Ciprian Porumbescu.
În partea dinspre Cetate a cartierului se află parcul central și promenada. Acest loc vast constituia în trecut un câmp larg de apărare în afara zidurilor cetății. Atunci când dezvoltarea armelor și apariția tunurilor a făcut inutile zidurile, pe acest loc s-a construit un șir de edificii publice, de-a lungul Promenadei: Liceul „Dr. Ioan Meșotă”, clădirea Prefecturii (astăzi sediul Rectoratului Universității „Transilvania”), o mai modestă clădire a bibliotecii „Astra” (Casa Baiulescu) și Camera de Comerț și Industrie (astăzi sediul Bibliotecii Județene „George Barițiu”). Ulterior, în 1938, pe același spațiu vast a fost construită și clădirea Cercului Militar, cunoscută și sub numele de Casa Armatei.
Parcul central al Brașovului, care datează din jurul anului 1885, era la început un loc viran în drepta și în stânga Porții Vămii, unde trăgeau carele sătenilor care veneau cu marfă la târgul din cetate. La sfârșitul secolului al XIX-lea, zona unde este acum Cercul militar era cunoscută ca locul de promenadă al brașovenilor.

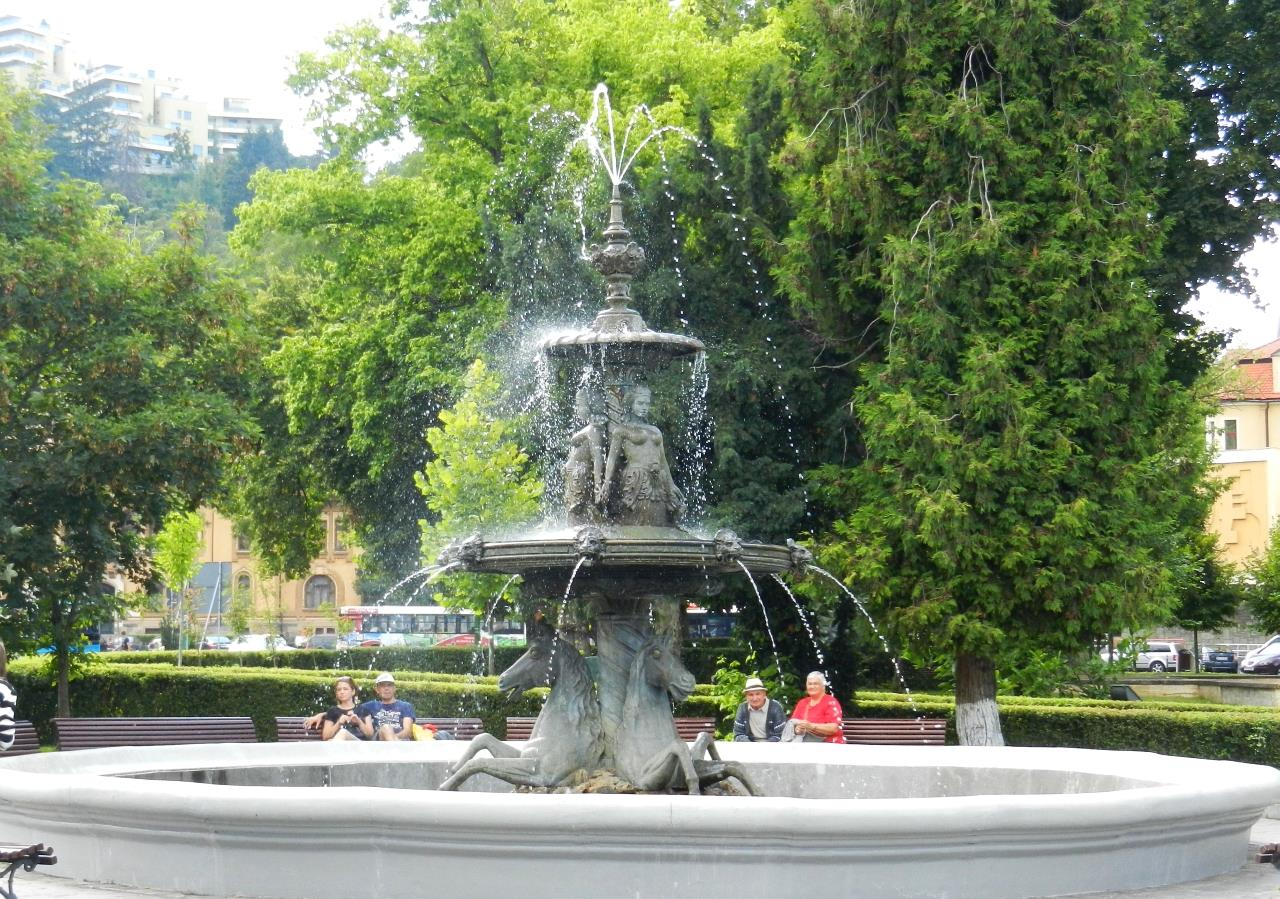
Fântâna arteziană

În prima parte a secolului al XX-lea, grădinarul șef al Brașovului, Carol Hermann, a proiectat pentru acest loc din centrul orașului un modern spațiu verde, care a devenit în timp parcul principal al orașului. 
Aleile lungi erau intersectate de altele mai scurte, mărginite de specii rare de arbori, și aveau din loc în loc amplasate bănci pentru odihnă. Aleea de pe latura dinspre bulevard era cunoscută ca Promenada de jos. În 1932, parcul a fost numit parcul Carol al II-lea, apoi, pentru o perioadă a purtat numele parcul Cuteanu, după numele primarului care a avut o mare contribuție la modernizarea orașului. În perioada interbelică, în pavilionul de pe aleea centrală cânta fanfara militară sau orchestra orașului. Din 1948, timp de 14 ani parcul s-a chemat Parcul prieteniei. În perioada actuală, denumirea lui este parcul Nicolae Titulescu, după marele diplomat român înmormântat în curtea bisericii Sfântul Nicolae, și a cărui statuie se află pe una dintre aleile parcului.

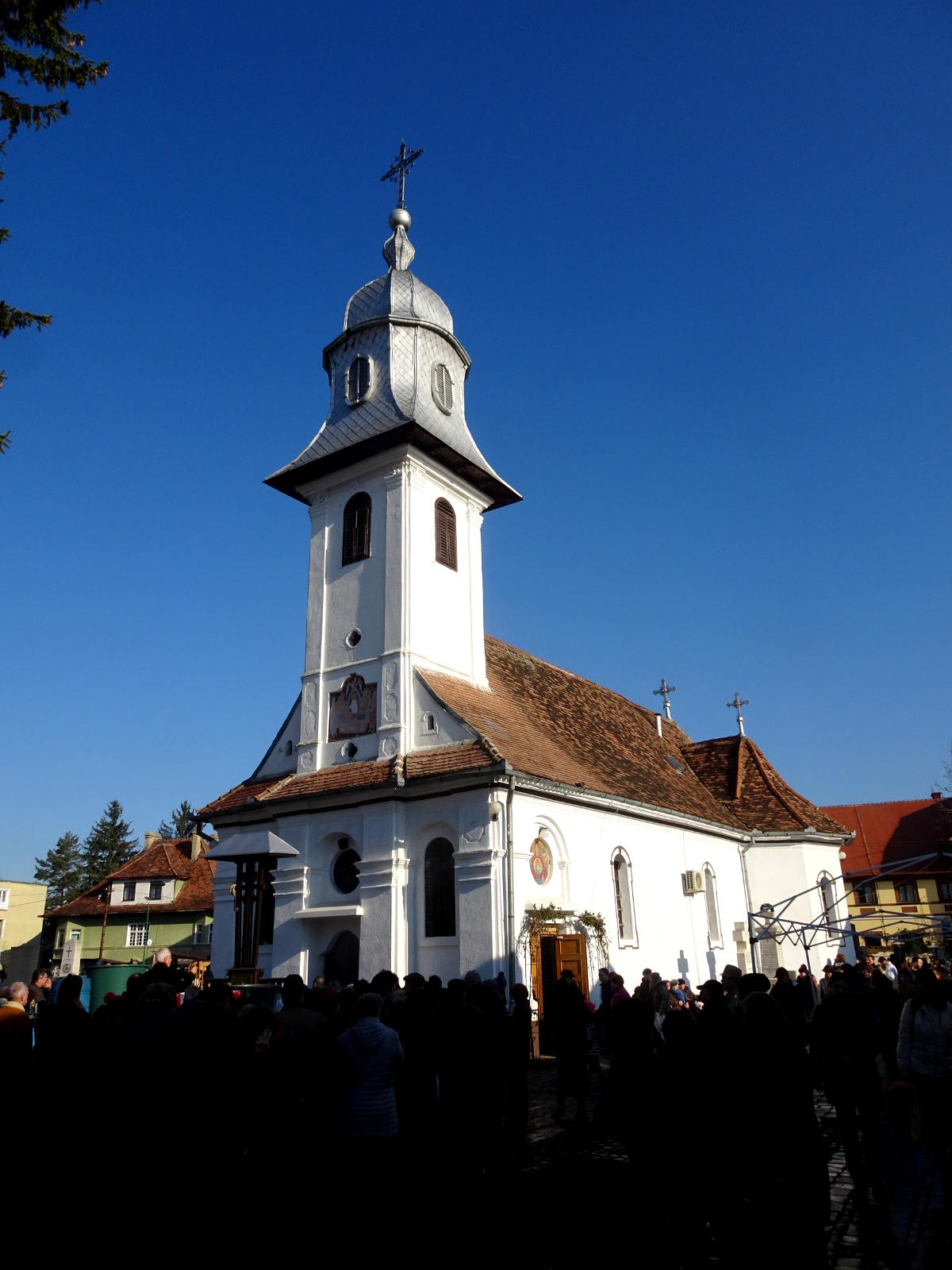
Biserica „Adormirea Maicii Domnului” (Brașovechi)

În apropiere de Casa Armatei se află o frumoasă fântână arteziană, cea mai veche construcție de acest fel din Brașov, datând din jurul anului 1900. Descompletată după revoluția din 1989, când au fost furate părți decorative din bronz, fântâna a fost renovată în anul 2007. Elementele de artă ale acestei fântâni (axul central, caii, farfuria mare, leii, nimfele, peștii, farfuria mică și obeliscul din vârf ), turnate din 3,2 tone de bronz, au fost refăcute după fotografii originale din 1903. Fântâna are o înălțime de 2,50 metri și o circumferință de 4,80 metri.
În Brașovul Vechi au existat și câteva fabrici, unele încă din secolul al XIX-lea: fabrica de bere și lichior „Czell”, fabrica de ciocolată și bomboane „Stollwerck”, o fabrică de cafea, o fabrică de postav și o fabrică de piele.
În afară de Biserica Bartolomeu, în Brașovul Vechi există biserica ortodoxă „Adormirea Maicii Domnului”, construită în secolul al XVIII-lea și biserica „Sf. Martin” de pe Dealul Cetățuii (Dealul Străjii), construită tot construită în secolul al XVIII-lea, înlocuind o capelă veche, de la sfârșitul secolului al XIV-lea.

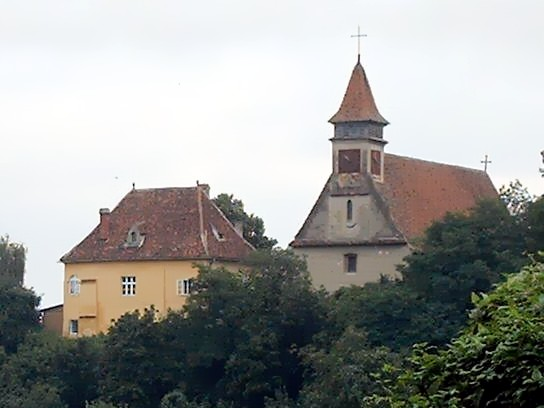
Biserica „Sfântul Martin”

## Cultură
Vis-a-vis de Cercul Militar se afla cinematograful „Astra”, reconstruit pe locul vechiului cinematograf „Apollo-Bioscop” (în care rulau scurt metraje ale fraților Lumière), care fusese înființat în anul 1898. Cinematograful „Astra” a fost inaugurat festiv pe 1 decembrie 1927, în prezența lui Ion Minulescu, director general al artelor în Ministerul de culte și arte. De-a lungul timpului, sala teatrului-cinema nu a găzduit doar filme, ci și spectacole de teatru, de cabaret, de operă și de operetă, concerte ale unor artiști sau trupe din țară și din străinătate, spectacole școlare, conferințe.
După o perioadă de declin și degradare a spațiul cinematografului, folosit ca bar sau club, la 15 februarie 2019 au început lucrările de renovare a imobilului, finalizate în iunie 2020.
În anul 1953, în clădirea ridicată pe strada Bisericii Române nr. 51 între anii 1936 – 1938, în stil neoromânesc, din inițiativa Societății Junilor Brașovecheni, cu destinația de casă de cultură, a fost înființat „Teatrul Muzical”, ulterior redenumit „Teatrul Liric”, actualmente Opera Brașov.
În decursul existenței sale, pe scena Operei Brașov au evoluat personalități artistice marcante ale vieții culturale românești, printre care: soliștii Virginia Zeani, Nicolae Herlea, Elena Cernei, Ludovic Spiess, David Ohanesian, Eugenia Moldoveanu, Ion Dacian, dirijorii: Jean Bobescu, Petre Sbârcea, Ilarion Ionescu-Galați, coregrafii: Oleg Danovski, Francisc Valkay.
De la înființarea Operei, au fost montate peste 100 de titluri de operă, operetă muzical, balet și spectacole pentru copii. De asemenea, Opera Brașov a fost invitată să participe la festivaluri, naționale și internaționale, bucurându-se de aprecieri din partea publicului spectator și a criticilor de specialitate. Printre evenimentele cele mai reprezentative se pot menționa: Festivalul Internațional „George Enescu” București (1988, cu spectacolul „Bărbierul din Sevilla”), Festivalul de operă de la Montecatini, Italia (1993, cu spectacolul „Rigoletto” de Giuseppe Verdi) sau Festivalul „Mozarteum” din Salzburg (2000, cu opera „Nunta lui Figaro” de W.A. Mozart).

## Transporturi

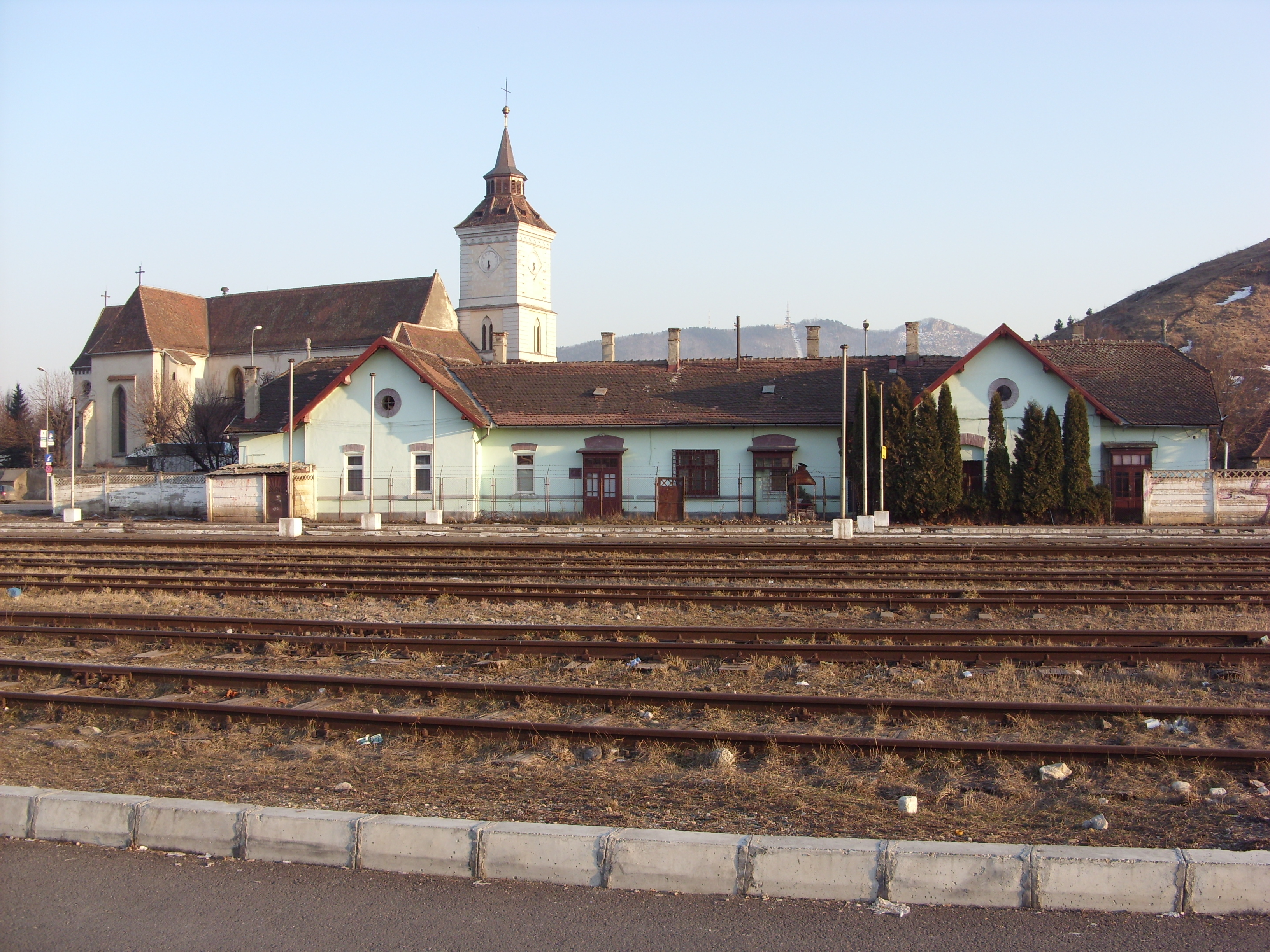
Gara Bartolomeu și Biserica Sf Bartolomeu

La marginea de nord a cartierului, lângă Biserica Bartolomeu, a fost construită la sfârșitul secolului al XIX-lea Gara Bartolomeu, pentru linia ferată spre Zărnești. Gara a fost inaugurată la 6 iunie 1891.
Ulterior a fost inaugurată și linia ferată spre Făgăraș, care apoi a fost prelungită până la Sibiu.
La început, pe aceste linii secundare, trenurile circulau cu viteza de 25 km/oră, ceea ce era considerat un progres în perioada respectivă.
Tot aici a circulat primul tramvai mecanizat de pe teritoriul actual al României, construit în anul 1892. Linia tramvaiului avea o lungime de 17 kilometri, între Bartolomeu și Satulung, care acum face parte din Săcele.
În 1891, când au fost puse șinele pentru tramvaiul cu aburi, poarta Vămii de la intrarea în Cetate a fost dărâmată pentru că locomotiva cu aburi nu putea trece pe sub ea.

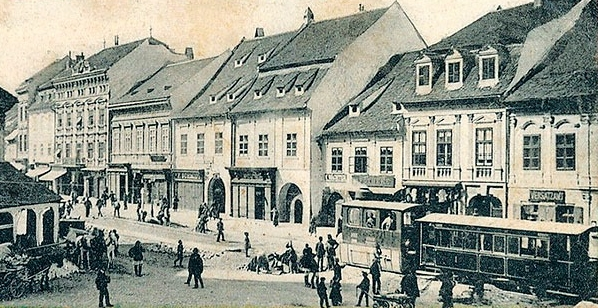
Tramvaiul cu aburi în Piaţa Sfatului (1900)

Pornind din gara Bartolomeu, linia urca pe strada Lungă până în Piața Sfatului din Cetate, de unde cobora înapoi pe strada Vămii (strada Mureșenilor de astăzi), cotea la dreapta și ajungea în fața Primăriei, unde se afla stația Promenadă. De aici, linia trecea prin Blumăna mai departe spre satele Baciu, Turcheș, Cernatu și ajungea la stația Satulung.
În afara orașului, tramvaiul cu abur avea gări ca un tren, în vreme ce în Brașov circula practic ca un tramvai. 
Trenurile circulau numai ziua, cu 10 km/h în oraș si 20 km/h în afară, iar în zilele de târg trenul circula în oraș numai după ora 15. De asemenea, mecanicul putea să utilizeze fluierul locomotivei numai în cazuri extreme, în rest avertizarea sonoră fiind făcută cu clopoțelul de către șeful de tren.
Ulterior vagoanele au fost vopsite în galben, de unde și denumirea de „tramvaiul galbenˮ, cum a fost cunoscut în epocă.
Au mai fost introduse în circulație și automotoare (vagoane - automotor) pe bază de motorină sau benzină, acestea circulând în paralel cu tramvaiele cu abur.
Calea ferată a avut o importanță economică deosebită pentru că la ea au fost racordate feroviar majoritatea fabricilor din zona industrială de est a orașului.
Treptat însă, din cauza zgomotului și a fumului, linia tramvaiului a fost scurtată în mai multe etape: în anul 1922 a fost desființat tronsonul Rudolfsring (Promenadă) - Piața Sfatului, în 1933 tronsonul din Brașovechi, dintre Bartolomeu și Promenadă, iar în 1938 tronsonul dintre Promenadă și Fabrica Schiel.

## Monumentul Eroilor de la Bartolomeu
Aproape de biserica Bartolomeu, la intersecția străzii Lungi cu calea ferată, se află un monument care amintește de un episod dramatic petrecut aici în timpul primului război mondial.

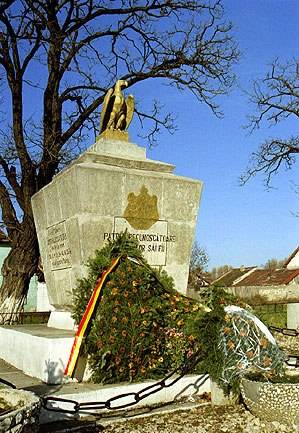
Monumentul Eroilor de la Bartolomeu

În toamna anului 1916, în zilele retragerii armatei române din fața unui inamic cu mult superior ca dotare, în bătălia pentru apărarea Brașovului, o companie de infanterie a primit ordinul să apere cu orice preț intrarea în Brașov dinspre Bartolomeu. După două zile de rezistență (24 septembrie/7 octombrie 1916 - 25 septembrie/8 octombrie 1916), cei 168 de soldați români au fost înconjurați și nimiciți.
Eroii din lupta de la Bartolomeu au fost înmormântați lângă calea ferată. Ulterior, pe acel loc, în dreapta căii ferate (de la Bartolomeu), a fost amenajat un cimitir al eroilor cu o suprafață de 750 mp. Osemintele a 595 de eroi români din 10 regimente de infanterie, morți în luptele de la Bartolomeu și din jurul Brașovului, au fost adunate și îngropate în 13 morminte comune, marcate cu însemne din beton și cruci metalice. Singurul erou identificat a fost căpitanul Sava Cristescu.
Monumentul central al cimitirului are forma unei urne funerare, având deasupra un vultur.
Pe latura frontală a acestuia a fost fixată stema Regatului României, și au fost gravate în piatră numele regimentelor din care au provenit eroii.
Pe o inscripție se poate citi: „Patria recunoscătoare scumpilor săi fii. Nu vărsați lacrimi pe mormintele eroilor ci mai curând slăviți-i în cântece, așa ca faima numelui lor să rămână un ecou prin legenda veacurilor”.
Monumentul a fost dezvelit în ziua de 7 iulie 1921, în cadrul unei ceremonii închinate eroilor, în prezența Regelui Ferdinand I și a Reginei Maria, însoțiți de principele moștenitor Carol și de principesa Maria. Cu această ocazie corul ,,Reuniunea muzicală română” din Lugoj, dirijat de Ion Vidu, a interpretat muzică militară și patriotică. 
Regele Ferdinand I și Regina Maria, însoțiți de suită, au depus crini albi la gropile comune ale eroilor, ceremonia încheindu-se cu defilarea trupelor.
În anul 1948, după venirea comuniștilor la putere, stema Regatului României a fost îndepărtată de pe monumentul eroilor (din Bartolomeu), aceeași soartă având-o și textul care menționa regimentele din care au făcut parte eroii.
În anul 1972, din „considerente urbanistice”, cimitirul eroilor de la Bartolomeu a fost desființat, cu scopul lărgirii căii ferate și a șoselei. Oseminele eroilor au fost strămutate în cimitirul eroilor de la Șprenghi, monumentul central rămânând amplasat între șosea și calea ferată, într-o nouă locație.